# جين د. فيليبس
جين د. فيليبس (بالإنجليزية: Gene D. Phillips)‏ هو كاتب أمريكي، ولد في 3 مارس 1935، وتوفي في 29 أغسطس 2016.